# 専用球場
専用球場（せんようきゅうじょう）は、日本野球機構 (NPB) が管轄するプロ野球において加盟各球団が公式戦などを開催するために保有が義務付けられている野球場のこと。一般的には「本拠地球場」と呼ばれる。

## 概要
日本プロフェッショナル野球協約（以下、単に「協約」と記す。）では第29条において「この組織 (=NPB) に参加する球団は、年度連盟選手権試合（=公式戦）、日本選手権シリーズ試合、及びオールスター試合を行うための専用球場を保有しなければならない」と定めており、さらに協約第30条において「コミッショナーは、前条による球場使用につき満足が得られない場合、実行委員会及びオーナー会議へ、その球団の参加資格の喪失の決定を要求することができる」と定めている。具体的に球団がどの球場を専用球場に指定しているかは保護地域（フランチャイズ）とともに協約第38条に定められている。
専用球場での主催公式戦の開催試合数については、協約第41条にて「球団はこの協約により定められる保護地域内の一個の専用球場において、年度連盟選手権試合のホーム・ゲームの50パーセント以上を実施しなければいけない」と定めている。ただし、実行委員会及びオーナー会議で承認を得た場合にはその数を変更することができる。
協約上「球団は専用球場を保有しなければならない」と定められているが、その球団（または親会社あるいは関連組織）が専用球場の所有権を有しているとは限らない。例えば広島東洋カープの専用球場に指定されているMAZDA Zoom-Zoom スタジアム広島は広島市の所有であり（市条例における名称は「広島市民球場」）、指定管理者制度に基づく球場の運営管理に広島東洋カープが参画するという形をとっている。同様の形態を取る専用球場には、横浜スタジアム（横浜市が所有）、楽天モバイルパーク宮城（「宮城野原公園宮城球場」、宮城県が所有）、ZOZOマリンスタジアム（「千葉マリンスタジアム」、千葉市が所有）などがある。
また、「専用球場」という字面に反してプロ野球しか行わないというわけではなく、甲子園球場における高校野球や、神宮球場における学生野球のように、建設経緯により球場によってはプロ野球よりも優先されるイベントがある。また、東京ドーム・京セラドーム大阪・楽天モバイルパーク宮城ではプロ野球が優先されるものの、伝統的にアマチュア野球に配慮された日程が組まれている。その他、まれにコンサートや学会、社会人野球・都市対抗野球など球場と各団体で先約があり、プロ野球の開催より優先されることがある。
「専用球場」は本拠地とする球団がホームゲームを専らその本拠地で開催するものであり、各球場を保護地域とする球団の合意を得て他球団が公式戦を主催することがある。東京ドームでは以前本拠地としていた日本ハムが継続的にホームゲームを開催しているほか、京セラドーム大阪では巨人・阪神・ソフトバンクが例年ホームゲームを開催している。その他、2021年は東京オリンピック開催による変則日程に伴い、東京ドームおよび神宮球場でヤクルトとDeNAが一部のホームゲームを開催した。
なお、ホームゲームを多く開催する「準本拠地」と呼ばれる球場もあるが、これはあくまでも球団による位置づけであり公式には地方開催と同じである。

## 現在の専用球場
2023年の日本プロ野球における12球団の専用球場は以下の通り定められている。各球団の歴代の専用球場についてはそれぞれの球団の項目を参照。

### パシフィック・リーグ
| 北海道日本ハムファイターズ                    | 東北楽天ゴールデンイーグルス                    | 埼玉西武ライオンズ              | 千葉ロッテマリーンズ                        | オリックス・バファローズ              | 福岡ソフトバンクホークス                      |
| --------------------------------------------- | ----------------------------------------------- | ------------------------------- | ------------------------------------------- | ------------------------------------- | --------------------------------------------- |
| エスコンフィールドHOKKAIDO （北海道北広島市） | 楽天モバイルパーク宮城 （宮城県仙台市宮城野区） | ベルーナドーム （埼玉県所沢市） | ZOZOマリンスタジアム （千葉県千葉市美浜区） | 京セラドーム大阪 （大阪府大阪市西区） | みずほPayPayドーム福岡 （福岡県福岡市中央区） |
| 収容人数：35,000                              | 収容人数：30,508                                | 収容人数：31,552                | 収容人数：29,916                            | 収容人数：36,220                      | 収容人数：40,062                              |
|                                               |                                                 |                                 |                                             |                                       |                                               |

### セントラル・リーグ
| 読売ジャイアンツ            | 東京ヤクルトスワローズ          | 横浜DeNAベイスターズ                  | 中日ドラゴンズ                                 | 阪神タイガース                  | 広島東洋カープ                                      |
| --------------------------- | ------------------------------- | ------------------------------------- | ---------------------------------------------- | ------------------------------- | --------------------------------------------------- |
| 東京ドーム （東京都文京区） | 明治神宮野球場 （東京都新宿区） | 横浜スタジアム （神奈川県横浜市中区） | バンテリンドーム ナゴヤ （愛知県名古屋市東区） | 阪神甲子園球場 （兵庫県西宮市） | MAZDA Zoom-Zoom スタジアム広島 （広島県広島市南区） |
| 収容人数：約43,500          | 収容人数：31,805                | 収容人数：34,046                      | 収容人数：36,650                               | 収容人数：47,508                | 収容人数：33,000                                    |
|                             |                                 |                                       |                                                |                                 |                                                     |

### 備考
1. 1 2  オリックスと阪神は2005年から2007年までの3年間、暫定措置として保護地域を大阪府と兵庫県の2府県と定めたが、この3年間も専用球場は1箇所とされた。オリックスは2005年と2007年は大阪ドーム（現：京セラドーム大阪）、2006年はスカイマークスタジアム（現：ほっともっとフィールド神戸）を専用球場として承認されていた。なお、専用球場でない球場でも半数の試合開催が可能である従来からの規定を最大限活用していた。詳細はプロ野球地域保護権#備考を参照。
2. ↑  横浜スタジアムではプロ野球開催時のみ34,046人であり、スタジアム自体の最大収容人数は35,384人である[5]。

## 日本シリーズとオールスターゲーム
プロ野球に参加する球団は、日本シリーズやオールスターゲームを行うための専用球場を確保する義務を負うが、一方で日本シリーズ・オールスターゲームの主催者である日本野球機構は、参加球団に対して各球団の専用球場（本拠地球場）ではない他の球場で開催できる権利を持つ。
- 日本シリーズでは過去に数回、キャパシティ不足などの理由で本拠地球場での開催ができず、別の球場に振替えて開催した例がある。（日本選手権シリーズ#変則的な開催日程を参照）
- 地方でのプロ野球ファン開拓を目指し、オールスターを観客収容力が比較的高い地方球場において開催する例が、1992年以降回数を重ねている。（オールスターゲーム (日本プロ野球)#地方開催を参照）